# Benno Paulitz
Benno Paulitz (* 1951 in Potsdam) ist ein ehemaliger deutscher Ringer.

## Werdegang
Er begann mit 10 Jahren bei Motor Babelsberg mit dem Ringen. Später kam er an die Kinder und Jugendsportschule Luckenwalde und legte dort sein Abitur ab. Ab 1970 stand er in der Ringermannschaft der SG Dynamo Luckenwalde und trainierte dort intensiv bei Trainer Wolfgang Brösicke. Nachdem er mehrmals DDR-Jugend- und DDR-Juniorenmeister geworden war, waren auch gute Platzierungen bei Europa- und Weltmeisterschaften der Lohn harten Trainings. Ab 1976 studierte er an der DHfK Leipzig und an der Humboldt-Universität in Berlin Sportpädagogik und legte seine Diplome ab. Von 1987 bis 1990 war er Verbandstrainer für Jugend und Junioren im Ringerverband der DDR. Von 1993 bis 2001 war Benno Paulitz Bundestrainer für den Freistilnachwuchs im DRB. Von 2001 bis 2003 war er Bundestrainer für den Männerbereich-Freistil im DRB.
Benno Paulitz lebt heute als Freier Gesundheitstrainer für Yoga, Pilates, Fitness und Rückenschule in Berlin.

## Internationale Erfolge
(WM = Weltmeisterschaft, EM = Europameisterschaft, F = Freistil, Mi = Mittelgewicht)
- 1971, 2. Platz, „Werner Seelenbinder“-Turnier in Berlin, F, Mi, hinter Horst Stottmeister u. vor Günter Spindler, bde. DDR;
- 1973, 3. Platz, EM in Lausanne, F, Mi, mit Siegen über Schukri Ljutwiew, Bulgarien, Georges Pahtas, Griechenland, András Deak, Ungarn, unentsch. gegen Hayri Polat, Türkei und einer Punktniederlage gegen Wassil Sjulschyn, UdSSR;
- 1974, 2. Platz, EM in Madrid, F, Mi, mit Siegen über Keijo Manni, Finnland, Alexander Senn, BRD, Petko Zaberski, Bulgarien, unentsch. gegen Vasile Iorga, Rumänien und einer Niederlage gegen Viktor Novozhilov, UdSSR;
- 1974, 4. Platz, WM in Istanbul, F, Mi, mit Siegen gegen Zezefsan, Iran, Morales, Spanien, Tserendash, Mongolei, und Niederlagen gegen Mehmet Uzun (Ringer), Türkei und Iorga;
- 1975, 8. Platz, WM in Minsk, F, Mi, mit Sieg über Tserendash und Niederlagen gegen Ismail Abilow, Bulgarien und George Hicks, USA;
- 1976, 7. Platz, EM in Leningrad, F, Mi, mit Sieg über Arno Bem, Tschechoslowakei und Niederlagen gegen Uzun und Iorga.

## DDR-Meisterschaften
Benno Paulitz wurde 1972, 1973, 1974 und 1975 DDR-Meister im Mittelgewicht, Freistil.